# Schizochiton incisus
Schizochiton incisus is een keverslakkensoort uit de familie van de Schizochitonidae. De wetenschappelijke naam van de soort is voor het eerst geldig gepubliceerd in 1841 door G.B. Sowerby II.